# Honda Dax
Pour les articles homonymes, voir Dax (homonymie).
Dax est la dénomination européenne de la série de motos ST du constructeur japonais Honda produite entre 1969 et 1999. Le ST70 est connu en Amérique du Nord sous la dénomination « CT-70 ».
Le nom « Dax » vient de la ressemblance du chien teckel, petit et long, surtout avec les oreilles baissées, notamment en position transport avec le guidon replié. En Allemagne où le Dax fut un succès foudroyant dès son lancement, "Teckel" se dit "Dachshund". Il n'en fallait pas plus pour que ce surnom raccourci "Dachs", transformé en "Dax" devienne le nom commercial de la machine.

## Historique
En 1969, Honda lance sur le marché mondial le Dax qui est un MTL1 (Moto Légère de 1re catégorie (A1), ancienne désignation : vélomoteur). Cette petite moto est entraînée par un moteur monocylindre horizontal incliné à 10° quatre temps de 49 cm3 (ST50) ou 72 cm3 (ST70), doté d'une boîte trois vitesses inversée (1re en haut, 2e et 3e en bas). Elle a été un succès commercial et une des motos les plus longtemps produites. Son guidon repliable et son faible poids permettent un transport dans un grand coffre, apprécié dans la soute des camping-cars.
Elle a connu trois évolutions majeures : 1969 à 1981 (Dax OT 6 volt ST70) puis 1982 à 1989 (Dax NT 6 volt ST70A) et enfin de 1989 à 1999 (Dax ST 12 volts AB23), date de fin de production par Honda.
Le Dax ST70A reçoit les modifications suivantes :
- nouvelle fourche hydraulique remplaçant la fourche mécanique ;
- nouveau bouton de commande (commodo) ;
- nouvelle forme de selle avec le logo ST ;
- nouvelle peinture Candy (rouge, bleu…) ;
- le moteur a lui aussi subi des modifications : arbre à cames, piston, plateau d'allumage, etc. ;
- autocollants spécifiques ST de cadre.

Toujours prisée des personnes de tout âge, elle devient aujourd'hui une moto rare et prisée des collectionneurs, tout comme ses petites sœurs Monkey ou Chaly et le Yamaha Chappy à moteur deux temps.
Le Dax est aujourd'hui copié par de multiples constructeurs, en 50, 90, 110, 125 cm3.
De rares modèles existent en 160 cm3 et nécessitent un permis A2 (permis moto).
En 2013, une nouvelle petite moto chaussée de roues de douze pouces apparaît au catalogue Honda : la MSX 125 (type ED).
En 2018 apparaît au catalogue le Monkey 125 sur la base mécanique du MSX au look des seventies. 
En mai 2022, Honda propose à la vente un ST 125 sur base moteur MSX, Monkey 125 cm3 à quatre rapports, look visuel modernisé.

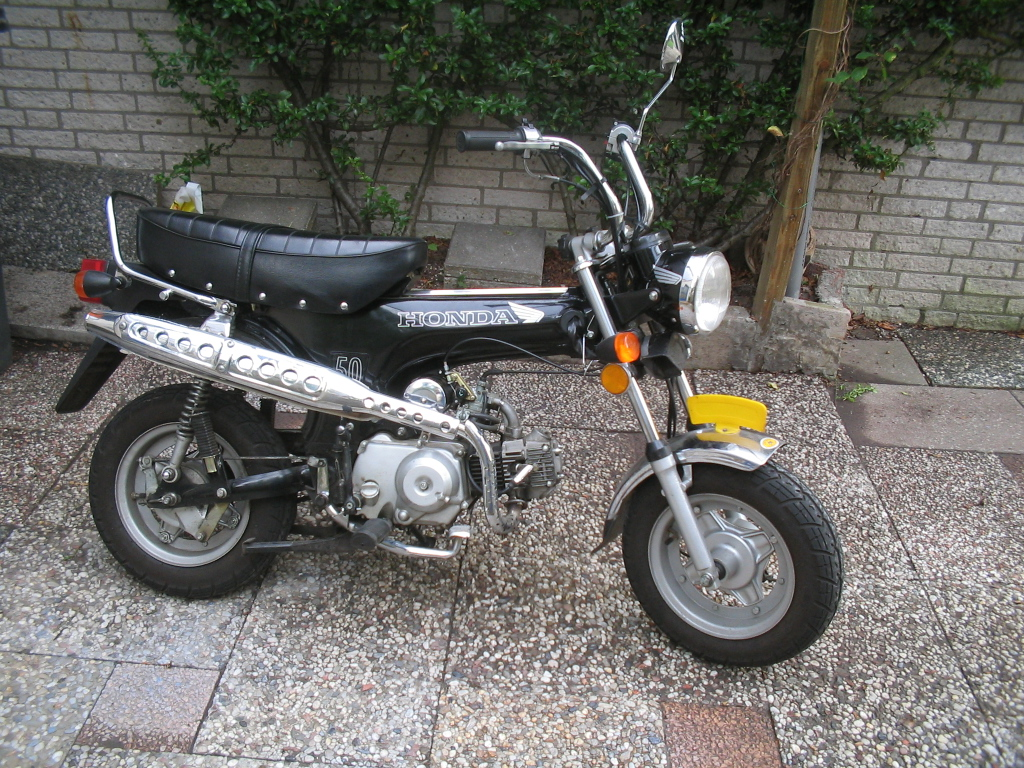
Copie chinoise de la Honda Dax.

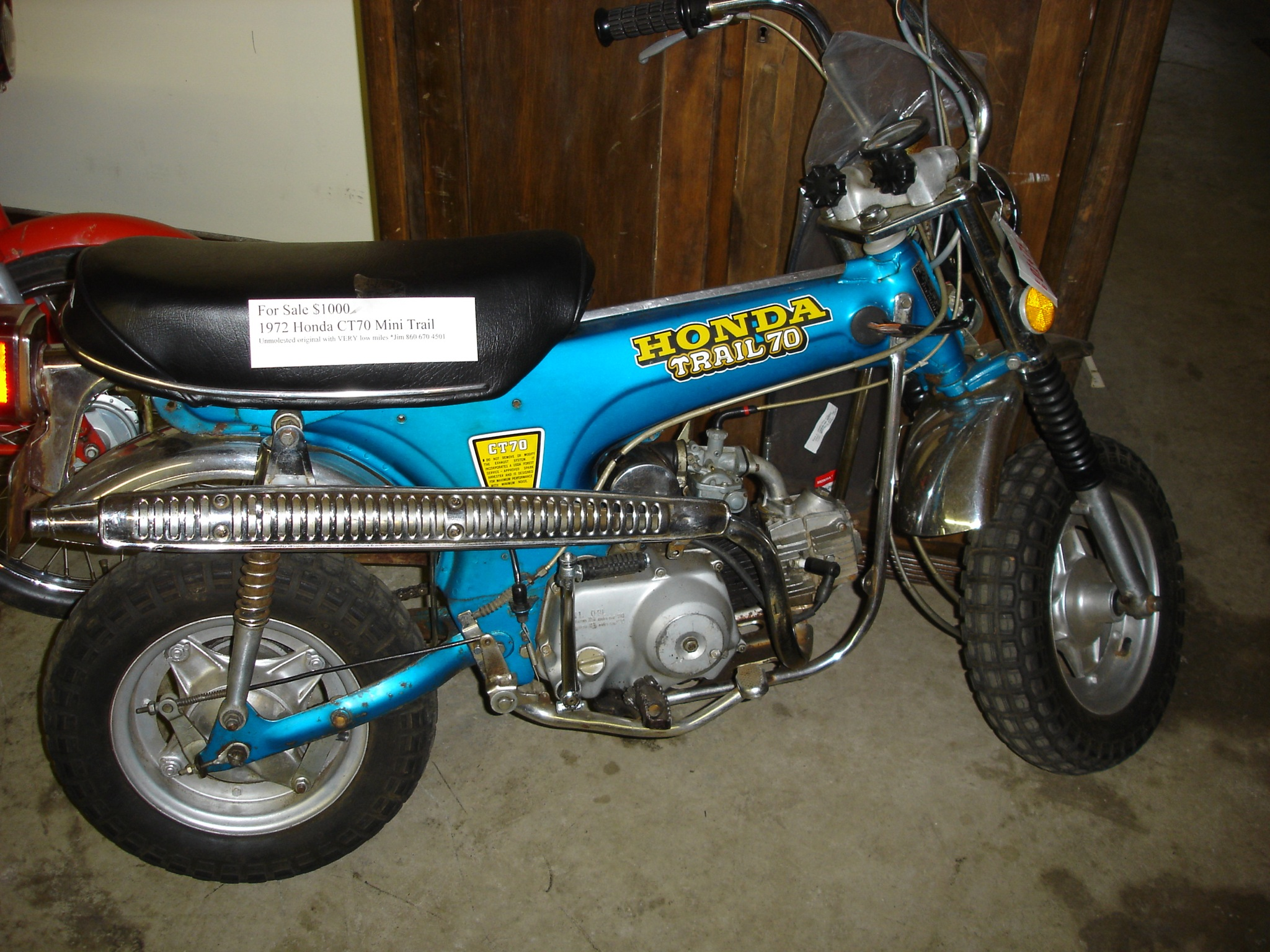
Une Honda Dax nord-américaine (Mini Trail CT-70).